# 聖公會聖路加堂 (花蓮市)
23°59′06″N 121°36′23″E / 23.985075431064267°N 121.60628567729952°E

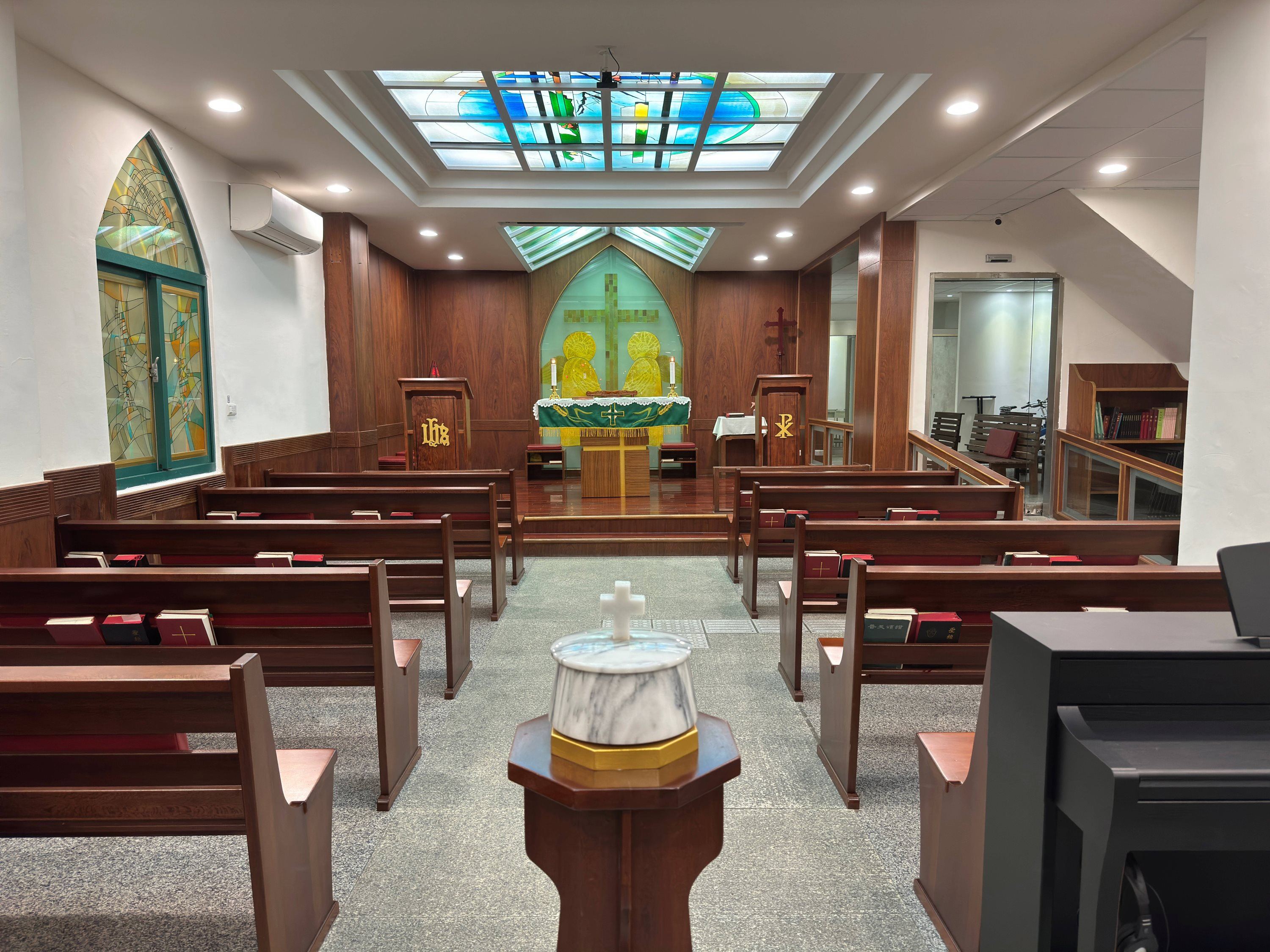
聖路加堂禮拜堂内部

聖公會聖路加堂是臺灣聖公會於1977年在花蓮市成立的一所禮拜堂，位於花蓮縣花蓮市明心街1-6號。

## 沿革
聖路加堂舊堂為花蓮市福建街租用的私人住宅，於1977年11月30日聖安德烈日由台灣聖公會第二任主教龐德明主教祝聖奉獻。
1980年臺灣聖公會主教委員會決定購買禮拜堂現址，隔年（1981年）11月，新堂落成聖別。
1999年2月，陳宏行牧師接任堂牧，禮拜堂從三樓搬到一樓，祭壇十字架為彩色玻璃的復活十字架，天花板也由彩色玻璃製成，營造出現代、明亮的內部空間。禮拜室準備室被改造成多媒體控制室，投影螢幕可以電動升降。
2018年花蓮地震，路加堂於災後協助災民重建，禮拜堂祭壇也遭到損壞，但很快就被修復了。
2023年5月，臺灣聖公會第63屆教區年議會於聖路加堂舉行。
2024年4月，403地震期間禮拜堂輕微受損。

## 禮拜時間
以下時間以當地時間（臺灣時間）為準
- 華語崇拜——主日 10:30（AM）
- 晚禱崇拜——週三 19:30（PM）
- 聖日——依公告

## 外部連結
- 臺灣聖公會聖保羅堂Facebook專頁